# Diarsia nigrosigna
Diarsia nigrosigna là một loài bướm đêm thuộc họ Noctuidae. Nó được tìm thấy ở khu vực đông bắc của Himalaya, from Trung Quốc to Sundaland, Philippines và Sulawesi.